# Португалия на летних Олимпийских играх 1996
Португалия принимала участие в Летних Олимпийских играх 1996 года в Атлантее (США) в девятнадцатый раз за свою историю, и завоевала одну золотую и одну бронзовую медали.

## Золото
- Лёгкая атлетика, 10000 метров, женщины — Фернанда Рибейру.

## Бронза
- Парусный спорт, класс "470", мужчины — Угу Роша и Нуну Баррету.